# Ituglanis nebulosus
Ituglanis nebulosus är en fiskart som beskrevs av De Pinna och Keith 2003. Ituglanis nebulosus ingår i släktet Ituglanis och familjen Trichomycteridae. Inga underarter finns listade i Catalogue of Life.